# Pimpernöt
Pimpernöt (Staphylea pinnata) är en art i familjen pimpernötsväxter. Den förekommer i centrala, östra och södra Europa, till Turkiet och Kaukasus. Arten odlas i Sverige som trädgårdsväxt.

## Ekologi
Pimpernöt växer i låglandet och i låga bergstrakter upp till 1000 meter över havet. Arten är vanligen utformad som en buske och sällan som träd. Den hittas vanligen i löv- eller blandskogar som domineras av arter från eksläktet. Pimpernöt hittas även tillsammans med avenbok, bohuslind, lind, skogsalm och lönn. På Balkanhalvön ingår arten i bokskogar.

## Användning
Nötterna används bland annat för att framställa en rosenkrans. De brukas även för att skapa olika dekorationer eller för att utvinna olja för lampor. Hantverkare skapar olika föremål som pipor eller cigarettmunstycken av artens trä.

## Hot
Populationen i Grekland minskade betydlig efter etableringen av en vattenreservoar. Även beståndet i Armenien minskar. På grund av den stora utbredningen listas arten av IUCN som livskraftig (LC).

## Synonymer
- Staphyllodendron pinnatifida Gueldenst.
- Staphyllodendron pinnatum (L.) Scop.
- Xyllophylla pinnata (L.)  Panzer